# El Ciudadano (Chile)
El Ciudadano es un periódico mensual chileno, con sede en Recoleta, Santiago. Forma parte de la Red de Medios de los Pueblos y la Internacional Progresista.

## Historia
El periódico fue fundado por Bruno Sommer Catalán como un quincenal en Río Bueno y La Unión el 13 de marzo de 2005. En paralelo, entró en funcionamiento su sitio web. Al poco tiempo, comenzó a expandir su circulación al resto del país y redujo su periodicidad de quincenal a mensual.
El 22 de abril de 2015 los directores del medio, Bruno Sommer y Sebastián Larraín, fueron condenados a 540 días de cárcel por el delito de injurias graves contra el exdiputado Miodrag Marinović, a raíz de un reportaje publicado en El Ciudadano en agosto de 2013. La condena fue rechazada por el Colegio de Periodistas de Chile. El caso fue llevado a la Corte Interamericana de Derechos Humanos por atentar contra el derecho humano de la «libertad de expresión», siendo acogido.
El Ciudadano se identifica abiertamente como un medio socialista libertario, y se ha mostrado abiertamente a favor de varias reformas sociales y políticas, entre ellas está, por ejemplo, la creación de una asamblea constituyente.

## Directivos
- Fundador: Bruno Sommer Catalán
- Director: Javier Pineda Olcay
- Editores Digitales: Josefa Barraza | Mauricio San Cristóbal
- Director Internacional: Denis Rogatyuk